# Hilbrand Boschma
Hilbrand Boschma (IJsbrechtum (Wymbritseradeel), 22 april 1893 - Leiden, 22 juli 1976) was een Nederlands zoöloog, hoogleraar in de systematische dierkunde aan de Rijksuniversiteit Leiden en directeur van het Rijksmuseum van Natuurlijke Historie te Leiden.

## Biografie
Hilbrand bracht zijn jeugd door op een boerderij en bezocht de HBS in Sneek. Na het afleggen van een staatsexamen voor klassieke talen kreeg hij toegang tot de universiteit en studeerde hij biologie aan de Universiteit van Amsterdam. In 1919 deed hij zijn doctoraalexamen en nauwelijks een jaar later promoveerde hij op een anatomisch onderwerp Das Halsskelet der Krokodile.
In 1920 scheepte hij in naar Nederlands-Indië en werkte hij op het Treublaboratorium, onderdeel van 's Lands Plantentuin Buitenzorg (Bogor). In 1922 was hij alweer terug in Nederland en kreeg hij een assistentschap aan het Zoölogisch Laboratorium te Leiden.
In 1931 werd hij benoemd tot hoogleraar in de zoölogie en in 1934 werd hij directeur van het Rijksmuseum van Natuurlijke Historie als opvolger van Eduard Daniël van Oort. Al zijn voorgangers waren specialisten op het gebied van gewervelde dieren, vaak vogels. Hij was daarentegen deskundige op het gebied van de ongewervelde dieren. Zijn specialisme waren hydroïdpoliepen en bloemdieren in het bijzonder de Scleractinia (Rifkoralen) onder andere verzameld tijdens de Siboga-expeditie. Een groot aantal soorten werd door hem beschreven, bijvoorbeeld Millepora tenera.
Hij had een onorthodoxe, onbureaucratische bestuursstijl en werd zeer gewaardeerd door zijn personeel. Hij verwierf internationale faam, die afstraalde op het museum. Boschma had vele erelidmaatschappen van wetenschappelijke verenigingen: zo was hij lid van de Koninklijke Nederlandse Akademie van Wetenschappen en van het Comité Permanent van de Internationale Zoölogische Congressen en was hij Foreign Fellow van de Zoological Society of London, erelid van de Société Zoologique de France en de Internationale Commissie voor Zoölogische nomenclatuur.
In 1958 werd hij gepensioneerd en opgevolgd door Leo Brongersma. Daarna bleef hij nog vijf jaar lang college geven. Tot 1974 kwam hij nog regelmatig naar het museum en schreef hij wetenschappelijke artikelen. Hij overleed in 1976.
Van zijn hand verschenen 306 wetenschappelijke artikelen.

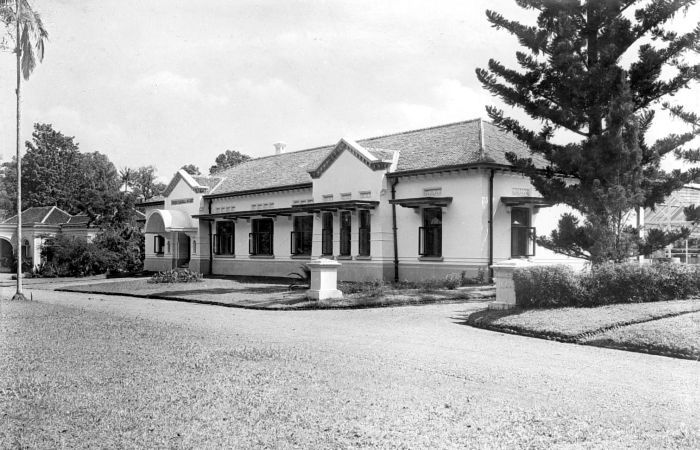
Het Treub-Laboratorium in 's Lands Plantentuin te Buitenzorg
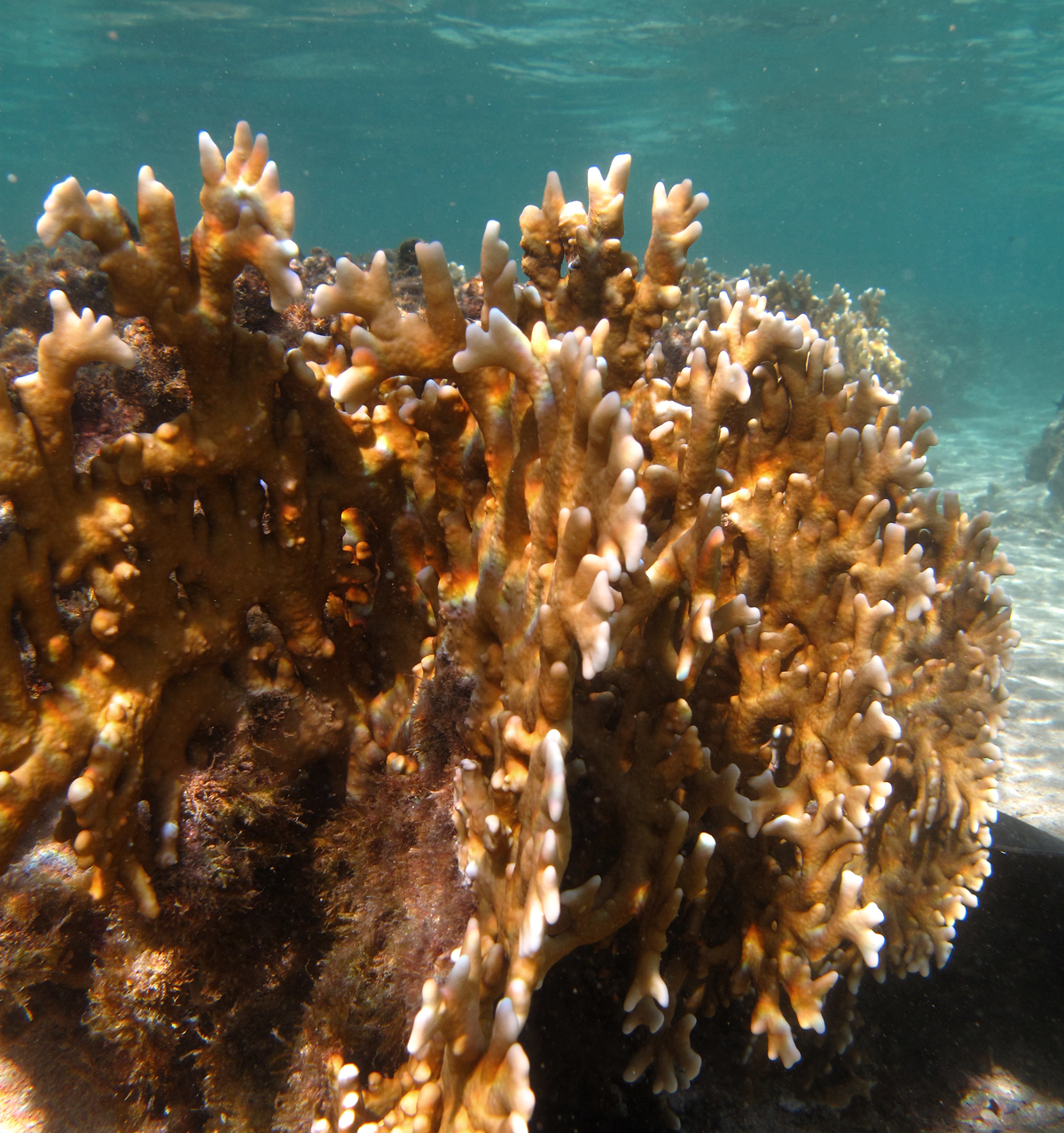
Millepora tenera Boschma, 1949

- Bibsys: 4103502
- Author citation (botany): Boschma
- Biografisch Portaal: 28423798
- Gemeinsame Normdatei: 134002717
- International Standard Name Identifier: 0000 0000 6323 9984
- Nationale bibliotheek van Australië: 35284526
- Nederlandse Thesaurus van Auteursnamen: 069004986
- Réseau des bibliothèques de Suisse occidentale: 02-A011702206
- Système universitaire de documentation: 158170733
- Virtual International Authority File: 60286717
- WorldCat: E39PBJcKMXjXMWCxgqgpxbCqQq